# Здравец (Тырговиштская область)
Здравец (болг. Здравец) — село в Болгарии. Находится в Тырговиштской области, входит в общину Тырговиште. Население составляет 464 человека (2022).

## Политическая ситуация
В местном кметстве Здравец, в состав которого входит Здравец, должность кмета (старосты) исполняет Христо Христов Маринов (Болгарская социалистическая партия (БСП)) по результатам выборов.
Кмет (мэр) общины Тырговиште — Красимир Митев Мирев (инициативный комитет) по результатам выборов.